# اینیاکی پنیا
اینیاکی پنیا (به اسپانیایی: Iñaki Peña) بازیکن فوتبال اهل اسپانیا است که در پست دروازه‌بان بازی می‌کند.

## دوران باشگاهی
این بازیکن، در شهر آلیکانته در منطقه والنسیا اسپانیا متولد شد و فوتبال خود را از پنج سالگی در آکادمی آلیکانته آغاز کرد.

### بارسلونا
وی در سن ۱۳ سالگی از باشگاه فوتبال ویارئال به آکادمی لا ماسیا در بارسلون که متعلق به باشگاه فوتبال بارسلونا می‌باشد پیوست. او با تیم زیر ۱۹ سال بارسلونا در لیگ قهرمانان جوانان یوفا ۱۸–۲۰۱۷ به مقام قهرمانی رسید. همچنین در بازی فینال این رقابت‌ها مقابل باشگاه فوتبال چلسی در ترکیب بارسلونا فیکس بازی کرده و با یک کلین شیت مسابقه را به اتمام رسانده و نمایش فوق‌العاده ای را از خود بر جای گذاشت. وی در ۱۶ آوریل ۲۰۱۸ قرارداد خود را سه سال دیگر، + گزینه تمدید دوساله، با بارسلونا تمدید کرد. او سپس در فصل ۱۹–۲۰۱۸ به تیم ذخیره‌های بارسلونا یعنی بارسلونا بی پیوست و در مسابقات سگوندا دیویسیون بی برای این تیم بازی کرد. وی اولین بازی خود را مقابل اتلتیکو بالئارس در تاریخ ۶ اکتبر ۲۰۱۸ انجام داد که این بازی با تساوی ۱–۱ به اتمام رسید. در سال ۲۰۱۸ پینا، برای بازی رفت مرحله ۱/۳۲ نهایی به تیم اصلی بارسلونا دعوت شد و به عنوان یار ذخیره برای یاسپر سیلسن مورد استفاده قرار گرفت. اما در این بازی از وی استفاده نشد. البته گاهی اوقات هم به دلیل مصدومیت یا محرومیت مارک-آندره تر اشتگن و یاسپر سیلسن در ترکیب اصلی قرار می‌گرفت.
پینا بار دیگر در طول فصل ۲۰–۲۰۱۹ روی نیمکت تیم اصلی ظاهر شد تا غیبت نتو به دلیل مصدومیت را پوشش دهد. در ۶ اکتبر ۲۰۲۰، بارسلونا از گزینه قرارداد پنیا برای تمدید قرارداد وی برای دو سال دیگر استفاده کرد.

### گالاتاسرای
در ۳۱ ژانویه ۲۰۲۲، پینا به صورت قرضی تا پایان فصل به گالاتاسرای پیوست.

## دوران ملی
پینا نماینده اسپانیا در سطوح زیر ۱۶ سال، زیر ۱۷ سال، زیر ۱۸ سال، زیر ۱۹ سال و زیر ۲۱ سال بود و در مجموع ۳۰ بازی ملی انجام داد. وی در مسابقات قهرمانی زیر ۱۷ سال اروپا در سال ۲۰۱۶ مقام نایب قهرمانی را به دست آورد و به عنوان بازیکن فیکس در طول مسابقات انتخاب شد.
به دلیل قرنطینه برخی از بازیکنان تیم ملی بزرگسالان اسپانیا به دنبال مثبت شدن تست کووید-۱۹ سرخیو بوسکتس، تیم زیر ۲۱ سال اسپانیا برای بازی دوستانه بین‌المللی مقابل لیتوانی در ۸ ژوئن ۲۰۲۱ فراخوانده شد.

## افتخارات

### باشگاهی

#### بارسلونا
- لالیگا: ۱۹–۲۰۱۸,۲۰۲۲_۲۰۲۳
- کوپا دل ری: ۲۰۲۱–۲۰۲۲[۱۸]
- سوپر جام اسپانیا ۲۰۲۲_۲۰۲۳[۱۹]

### ملی

#### زیر ۱۷سال اسپانیا
- نایب قهرمان قهرمانی زیر ۱۷ سال یوفا: ۲۰۱۶[۱۶]